# Vikentij Vološyn
Vikentij Valerijovyč Vološyn (in ucraino Вікентій Валерійович Волошин?; Kiev, 17 aprile 2001) è un calciatore ucraino, centrocampista della Dinamo Kiev.

## Carriera

### Club
Cresciuto nel settore giovanile del Dinamo Kiev, il 23 luglio 2021 è passato in prestito stagionale al Desna Černihiv ed il 25 luglio ha esordito in Prem"jer-liha in occasione dell'incontro vinto 3-0 contro il Čornomorec'. Ha segnato la sua prima rete in campionato il 12 settembre nel pareggio per 2-2 contro il Vorskla. Il 18 luglio 2022 è stato ceduto con la stessa formula all'Oleksandrija.

### Nazionale
Ha giocato nelle nazionali giovanili ucraine Under-17, Under-18 ed Under-19.

## Statistiche

### Presenze e reti nei club
Statistiche aggiornate al 10 novembre 2024.
| Stagione        | Squadra         | Campionato      | Campionato | Campionato | Coppe nazionali | Coppe nazionali | Coppe nazionali | Coppe continentali | Coppe continentali | Coppe continentali | Altre coppe | Altre coppe | Altre coppe | Totale | Totale |
| Stagione        | Squadra         | Comp            | Pres       | Reti       | Comp            | Pres            | Reti            | Comp               | Pres               | Reti               | Comp        | Pres        | Reti        | Pres   | Reti   |
| --------------- | --------------- | --------------- | ---------- | ---------- | --------------- | --------------- | --------------- | ------------------ | ------------------ | ------------------ | ----------- | ----------- | ----------- | ------ | ------ |
| 2021-2022       | Desna Černihiv  | PL              | 11         | 2          | CU              | 1               | 1               |                    | -                  | -                  |             | -           | -           | 12     | 3      |
| 2022-2023       | Oleksandrija    | PL              | 14         | 0          |                 | -               | -               |                    | -                  | -                  |             | -           | -           | 14     | 0      |
| 2023-2024       | Zorja           | PL              | 13         | 1          | CU              | 1               | 1               |                    | -                  | -                  |             | -           | -           | 14     | 2      |
| 2024-2025       | Zorja           | PL              | 3          | 0          | CU              | 1               | 0               |                    | -                  | -                  |             | -           | -           | 4      | 0      |
| Totale carriera | Totale carriera | Totale carriera | 41         | 3          |                 | 3               | 2               |                    | -                  | -                  |             | -           | -           | 44     | 5      |

## Palmarès

### Club

#### Competizioni nazionali
- Campionato ucraino: 1

Dinamo Kiev: 2024-2025